# Aes rude
Aes rude — римская протомонета неправильной формы.

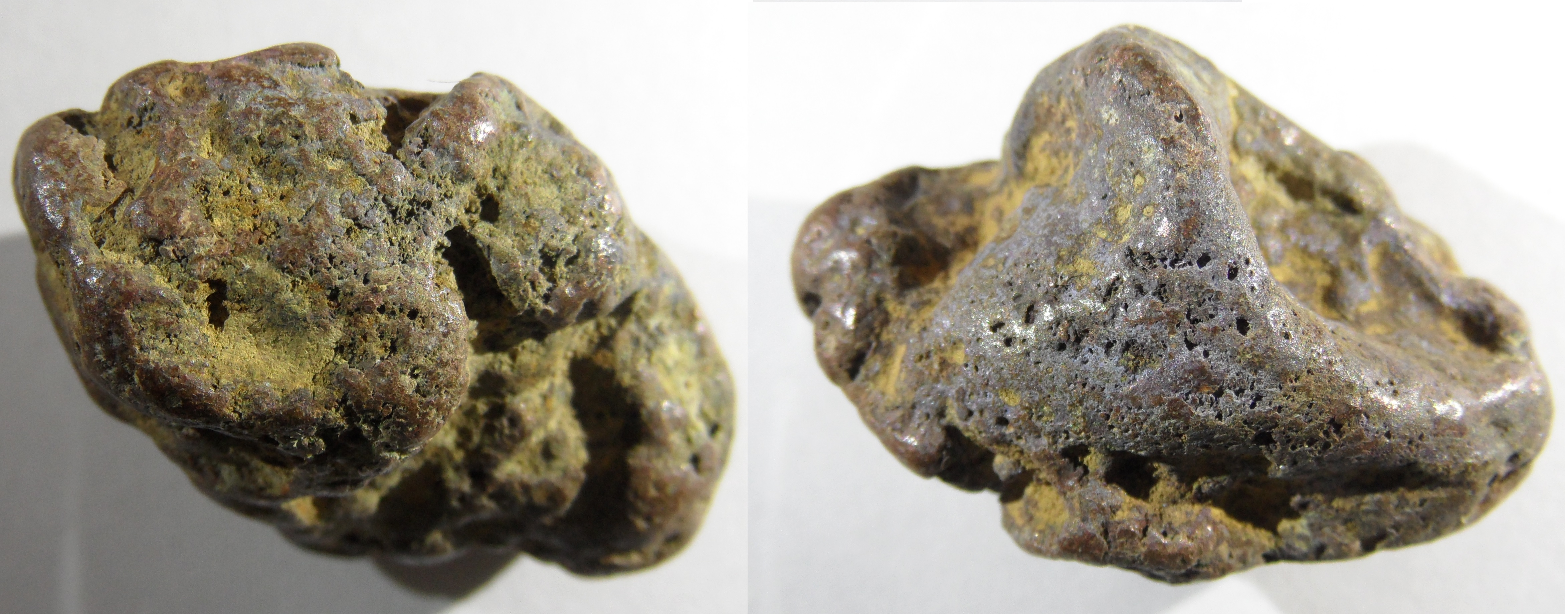
Бронзовая aes rude из 5го-4го века до н.э., Италия

Имела форму бронзового слитка, часто необработанного. На слитках отсутствует знак стоимости и нет даты выпуска. Самые старые находки aes rude на территории современной Италии датированы 2000 — 3000 годами до нашей эры и позволяют говорить об их использовании в качестве средства платежа во времена бронзового века.
Начиная с 280 года до нашей эры римляне стали стандартизировать свои деньги. Появились Aes signatum — также бронзовые слитки, но уже с маркировкой и определенной стоимостью. Первыми настоящими монетами стали Aes Grave, после чего aes rude исчезли из обращения.